# Estación de Almendra
La Estación Ferroviaria de Almendra, también conocido como Estación de Almendra, es una antigua infraestructura de la Línea del Duero, que servía a parroquias con el mismo nombre, en el Distrito de Guarda, en Portugal.

## Características y servicios
Esta plataforma no recibe ningún servicio de pasajeros o mercancías, aunqueantes de su cierre, en 1988, recibía servicios directos, semi-directos y Regionales.

## Historia
El tramo entre Pocinho y Barca de Alba, en el cual esta estación se inserta, fue inaugurado el 9 de  diciembre de 1887.
En abril de 1903, se encontraba en construcción una ruta municipal entre la estación y la localidad de Almendra; no obstante, en 1932, esta obra todavía no se encontraba concluida.
En 1988, fue cerrado el tramo entre Pocinho y Barca de Alba, quedando todas las estaciones en este tramo, incluyendo Almendra, sin servicios.